# Oenochroma erubescens
Oenochroma erubescens là một loài bướm đêm trong họ Geometridae.